# William Heather
Pour les articles homonymes, voir Heather.
William (Smiley) Heather est un homme politique des îles Cook né le 7 juillet 1958 sur l'île de Rarotonga.

## Formation
Il fait ses études primaires à l'Arorangi Primary school, puis secondaires au Tereora College (3rd & 4th Form) et Onslow College en Nouvelle-Zélande (5th & 6th Form).

## Vie professionnelle
Il travaille depuis 1985 dans l'administration pour le ministère des Travaux publics

## Carrière politique
Il est élu pour la première fois à la députation lors des élections anticipées de 2006 dans la circonscription de Ruaau sous l'étiquette du Democratic Party.
Il intègre le gouvernement de Jim Marurai le 23 décembre 2009, à la suite du limogeage de Terepai Maoate et la démission de trois ministres du Democratic Party, solidaires de leur chef.

## Vie personnelle
Smiley est marié à Tereapii-o-Kato-ki-Nuti-Reni (née Tama) de Mitiaro avec qui il a eu cinq enfants dont un est décédé. 